# Passiflora ciliata
Passiflora ciliata är en passionsblomsväxtart som beskrevs av Jonas Dryander och William Aiton. Passiflora ciliata ingår i släktet passionsblommor, och familjen passionsblomsväxter. Utöver nominatformen finns också underarten P. c. riparia.

## Bildgalleri

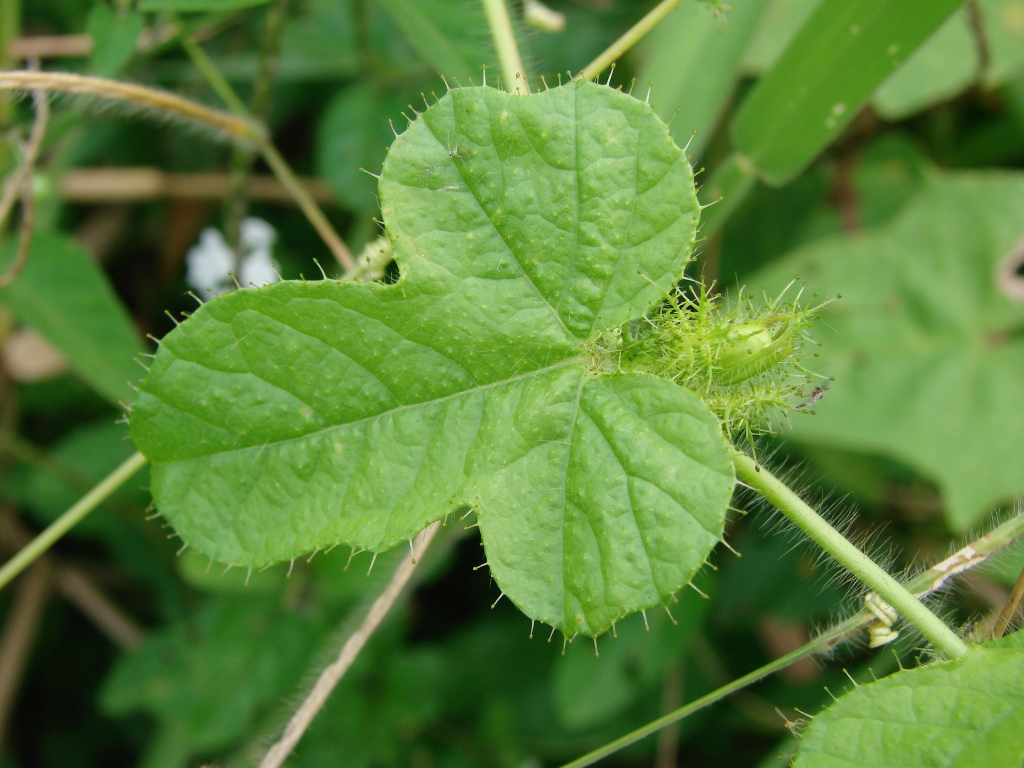
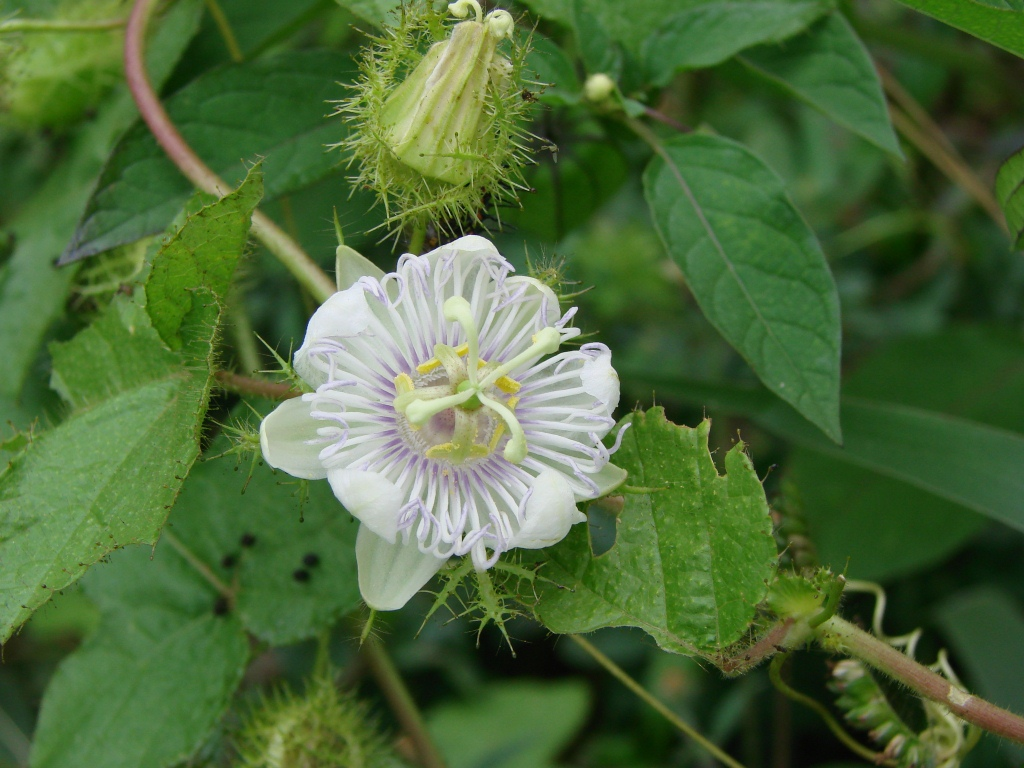
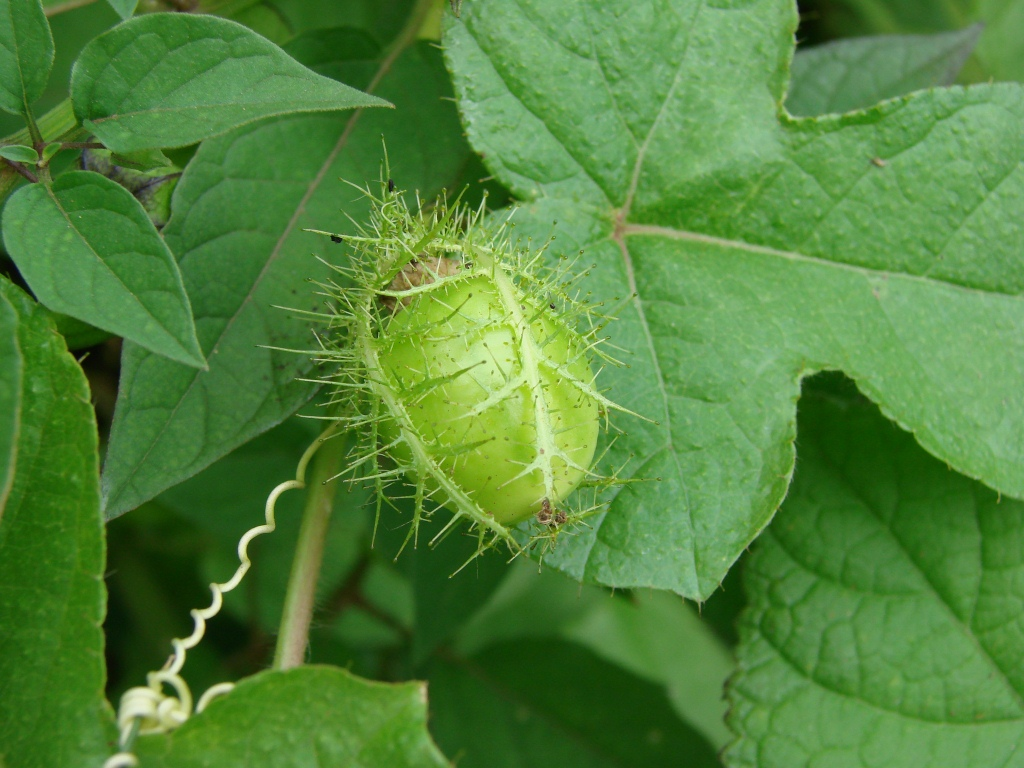
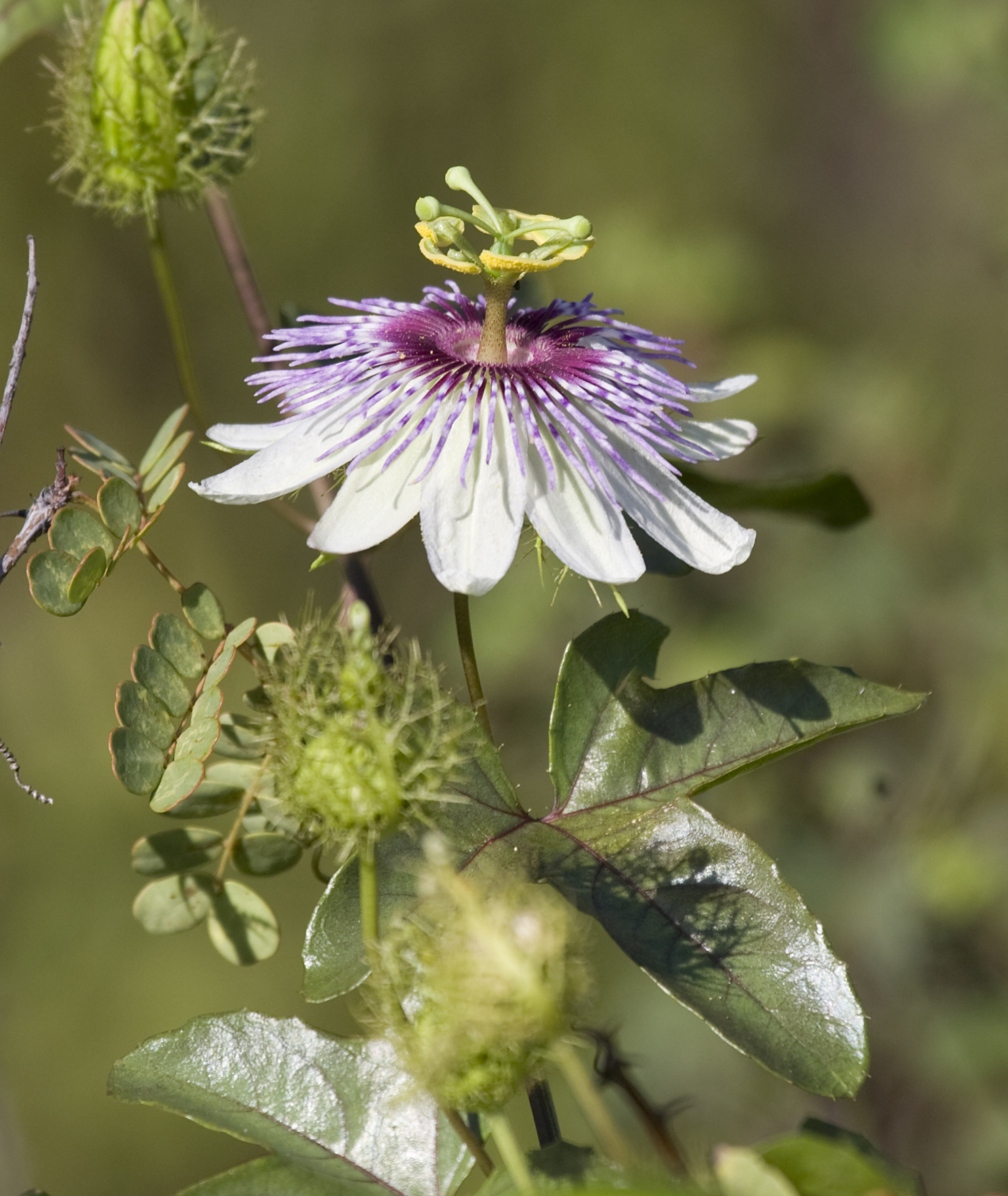
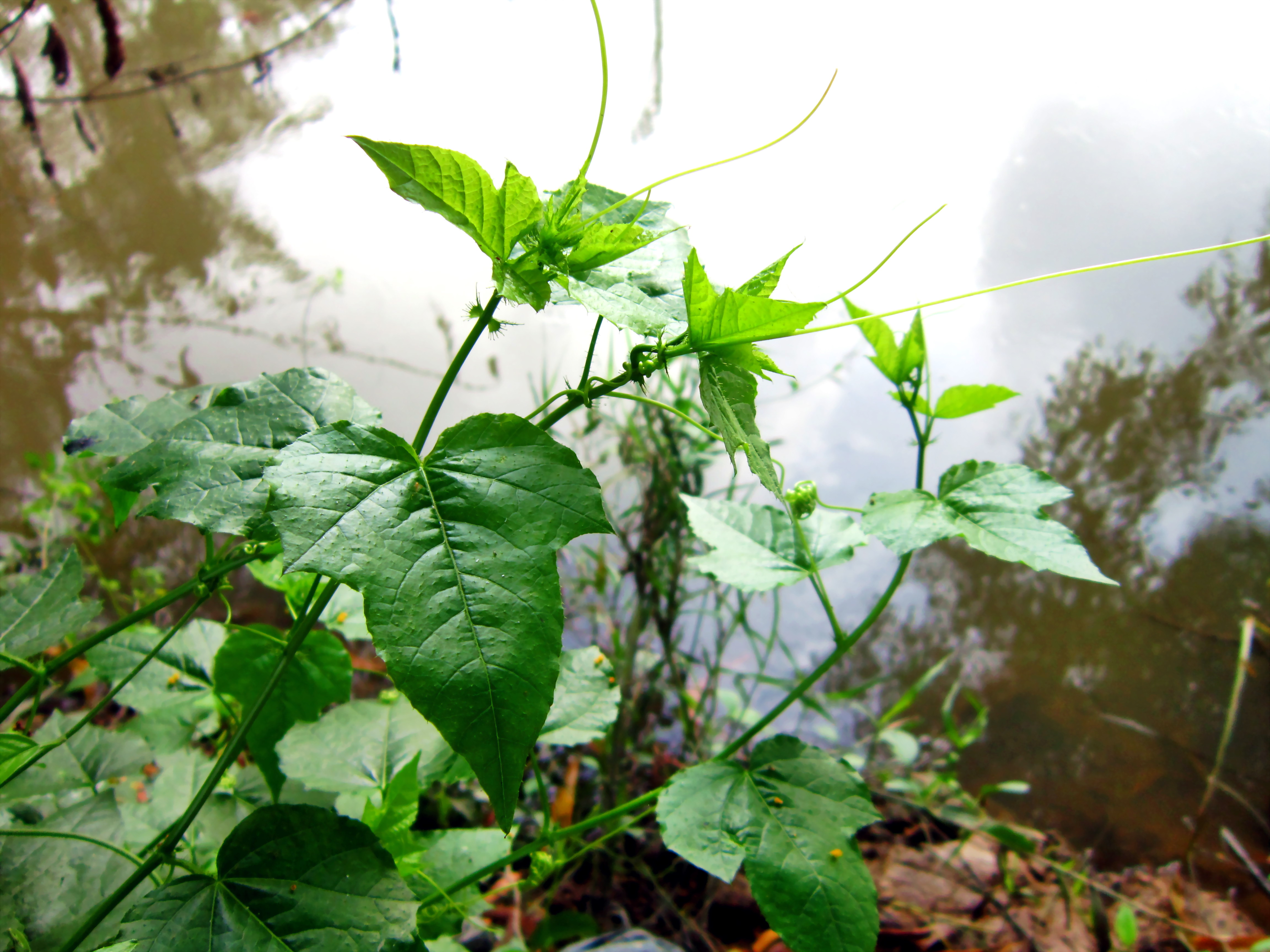
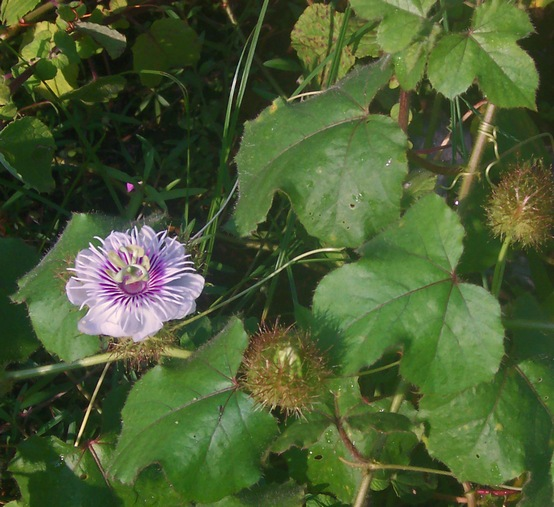